# 조지 아키야마
조지 아키야마(일본어: ジョージ 秋山, 1943년 4월 27일~2020년 5월 12일)는 일본의 만화가이다.